# كارمن أماري
كارمن أماري (بالرومانية: Carmen Amariei)‏ مواليد 3 سبتمبر 1978 في كلوج نابوكا، هي لاعبة كرة يد رومانية معتزلة. مثلت منتخب رومانيا لكرة اليد للسيدات في 173 مباراة. شاركت في دورة الألعاب الأولمبية الصيفية سنة 2008.

## سجل المنافسة
شاركت في البطولات التالية:
- بطولة العالم لكرة اليد للسيدات 2011

## روابط خارجية
- كارمن أماري على موقع الاتحاد الأوروبي لكرة اليد (الإنجليزية)
- كارمن أماري على موقع أوليمبيديا (الإنجليزية)